# Yannick Zambernardi
Yannick Zambernardi est un footballeur français né le 3 septembre 1977 à Ajaccio. Il est défenseur.

## Biographie

### En sélection
Le 14 mai 1998, il honore sa seule et unique sélection avec la Corse. La Squadra Corsa s'incline alors 1-0 face au Cameroun.

## Carrière
- 1994-1998 :  SC Bastia (réserve)
- 1998-1999 :  Gazélec Ajaccio
- 1999-2000 :  AC Ajaccio
- 2000-2002 :  ES Troyes AC
- 2002-2004 :  Hibernian Football Club
- 2004-2005 :  RAA Louviéroise
- 2005-2006 :  Dunfermline Athletic Football Club
- 2006-2007 :  FC Istres[2]

## Palmarès
- Vainqueur de la Coupe Intertoto en 2001 avec Troyes
- Finaliste de la Coupe de la Ligue d'Écosse en 2004 avec Hibernian et en 2006 avec Dunfermline